# Band of Joy
Band of Joy (por vezes conhecida como Robert Plant and the Band of Joy) foi uma banda de rock britânica formada em West Bromwich, em 1966. Várias formações do grupo foram realizadas de 1966-1968 e de 1977 a 1983. Robert Plant reviveu o nome da banda em 2010 para uma turnê na América do Norte e Europa.
A banda é notável pela inclusão de dois músicos, Robert Plant e John Bonham, que passaram a se juntar ao Led Zeppelin; e, em menor grau, por causa do roadie da banda de uma só vez com Noddy Holder, que mais tarde passou a frente da banda Slade.

## Formações
A Band of Joy foi originalmente formada em 1966 em West Bromwich, perto de Birmingham, na Inglaterra por Chris Brown (teclados), Vernon Pereira (guitarra), e do cantor Robert Plant. Os conflitos com a administração da banda levaram a Plant deixar o grupo depois de alguns meses. Ele rapidamente tentou formar sua própria Band of Joy, mas logo foi dobrado. A terceira encarnação da banda, que incluía o amigo de infância de Plant, John Bonham, durou de 1967 a meados de 1968. Esta formação incluia Kevyn Gammond na guitarra e Paul Lockey no baixo. Sua marca de soul e blues era popular com modernismos de Birmingham. Esta formação gravou uma série de gravações demo no início de 1968, mas quebrou em maio de 1968, quando um contrato de gravação não se materializou.
Ainda que brevemente, os direitos de guitarra foram tiradas por Dave Pegg, que mais tarde tocou baixo no Fairport Convention e Jethro Tull. Pegg ensaiou com Band of Joy, mas não fez uma turnê com eles.
Para uma turnê na Escócia em 1968, Plant e Bonham cooptaram pelo baixista John Hill (ex-Uncle Joseph) e o guitarrista Mick Strode para preencher uma formação temporária.

## Pós-formação
Em 2010, foi anunciado que Plant iria formar uma nova banda e turnê como Robert Plant & the Band of Joy. Este álbum foi o número 8 na lista da Rolling Stone dos 30 melhores álbuns de 2010.

## Discografia
- The Band of Joy (1978)
- 24k (1983)
- Sixty Six to Timbuktu (2003) Álbum retrospectiva de Robert Plant que inclui algumas gravações do Band of Joy, "Hey Joe" e "For What It's Worth".
- Band of Joy (2010)